# 筠连县
筠连县是中国四川省宜宾市所辖的一个县。位于四川盆地南缘，云贵高原北麓川滇结合部，地处北纬27°50′37"～28°14′28"，东经104°17′45"～104°47′20"之间。北接高县，东接珙县，南靠云南省威信县、彝良县，西邻云南省盐津县。
筠连县古为南丝绸之路的重要驿站，今为出川入滇的重要门户。2020年6月30日，筠连县入选“第二批革命文物保护利用片区分县名单”；7月29日，入选2019年重新确认国家卫生乡镇（县城）名单
2023年，全县常住人口为 332805 人，地区生产总值（GDP）总量达200.7亿元，按不变价格计算，比上年增长7.8％。县政府驻地筠连县筠连镇。

## 历史

### 唐
唐武后时置筠州，领县八：盐水、筠山、罗余、临居、澄澜、临昆、唐川、寻源。又置连州，领县六：当为、都宁、逻游、罗龙、加平、清坎。

### 元
元至元十五年（1278年），于今县境内合原筠州、连州而置筠连州。

### 明
明洪武四年（1371年）改筠连州为筠连县，治今筠连镇，改设流官，隶叙州路。

## 人口

### 常住人口
2020年，全县常住人口为 332805 人，与 2010 年第六次全国人口普查相比，增加 3749 人，增长 1.14%，年平均增长率 0.11%。
全县共有家庭户103333 户，集体户 2882 户，家庭户人口为 318810 人，集体户人口为 13995 人。

### 乡(镇)常住人口
在全县常住人口中，位居前三位的乡(镇)是:
筠连镇 125809人，占 37.80%;
巡司镇 58396 人，占 17.55%;
沐爱镇 43786 人，占 13.16%。
与 2010 年第六次全国人口普查相比，12 个乡(镇)中，有2 个乡(镇)常住人口增加，分别为筠连镇增加 22658 人，高坪苗族乡增加 789 人。

## 民族
除汉族外，有苗族、彝族、回族、土家族、壮族、布依族、黎族、侗族、哈尼族、白族、满族、藏族、瑶族、傈僳族、蒙古族等少数民族26个。

## 行政区划

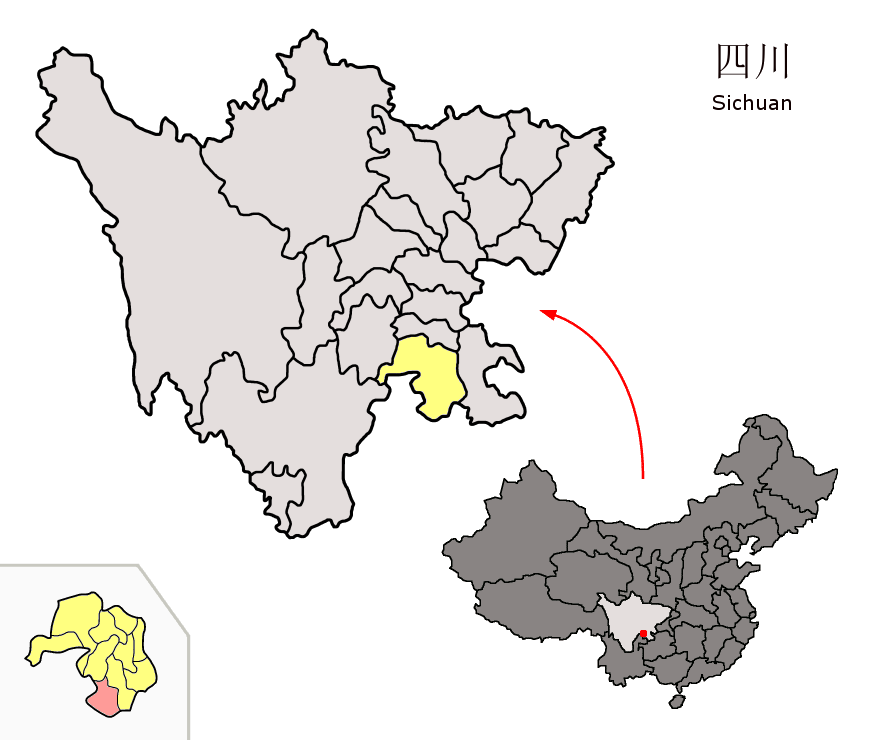
筠连县所在的地理位置

筠连县下辖7个镇、2个乡、3个民族乡：
筠连镇、腾达镇、巡司镇、沐爱镇、镇舟镇、蒿坝镇、大雪山镇、乐义乡、团林苗族乡、联合苗族乡、高坪苗族乡和丰乐乡。

## 交通
县城距成都市372千米、重庆市384千米、宜宾市89千米、云南省盐津县县城44千米。东西长48.5千米，南北宽43.4千米，幅员1256.35平方千米。

### 公路
G246国道
 S206省道

### 铁路
- 使用中：金筠铁路[a]

- 建设中：渝昆高速铁路

## 健康・医疗・卫生
- 筠连县人民医院
- 筠连县中医院

## 地理

### 地势地貌
筠连县地形整体呈南高北低态势，系四川盆地向云贵高原过渡地带。
东南部大雪山主峰海拔1777.2米
东北部腾达镇沐滩河谷海拔368.5米，极差1408.7米。

### 水文

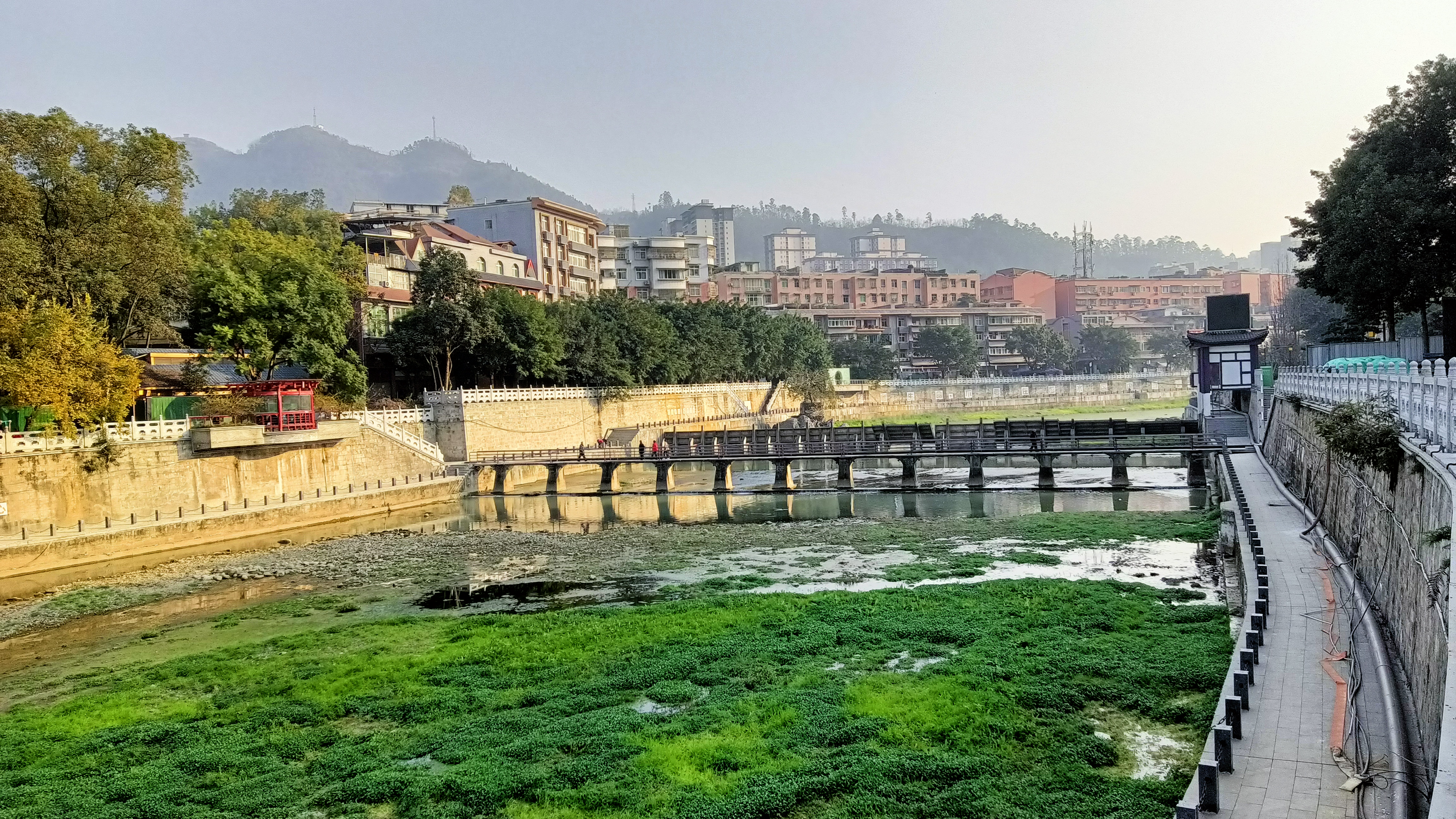
筠连县境内的宋江河

筠连县境内水系纵横，常年有水溪河31条，属长江上游上干段南广河水系的有镇舟河、巡司河、定水河、乐义河（浑水河）等共29条；属长江上游上干段金沙江水系的有头道河（即热坝河）、鹿井沟2条。较大河流有镇舟河、巡司河、定水河3条，镇舟河发源于筠连县南端与云南省威信县交界的大雪山北麓，巡司河发源于筠连县龙镇乡池塘沟的山王坳，定水河发源于龙镇乡白果村寒婆岭北麓。筠连县有巡司、县城、斯栗坡、上桥头、五道河五大泄水区，并有镇舟—大鱼洞、龙碗—凉风洞、大洞湾—小鱼洞、旋窝凼—黑风洞、卜好龙—斯栗坡等地下水系，主要出水点有玉壶井、大龙潭、凉风洞、温泉井、倒流水、小鱼洞、仙人井、清溪洞、鹿井、母猪洞等。

### 土壤
筠连县土壤有5个土类、6个亚类、17个土属、61个土种、114个变种。成土母质含7个系25个组群。其中水稻土面积10926.67公顷（163900亩），习惯面积5870公顷（88062亩），占耕地面积的16.67%，主要分布在筠连县各乡镇沿河两岸。潮土土类土壤面积295.35公顷（4430.3亩），占耕地面积的0.45%；紫色土系反映岩性的特殊土壤类型，含酸性紫色土1个亚类，2个土属、6个土种、12个变种，土壤面积15039.43公顷（225591.5亩），习惯面积4468.68公顷（67030.26亩），占耕地面积的22.95%，分布于县西北部的筠连镇、塘坝乡、孔雀乡，县东南的大雪山、联合、蒿坝、维新、巡司等乡镇。黄壤土属地带性土壤，筠连县面积最大，分布最广，总面积68679.6公顷（1030194亩），其中农业土壤面积39277.19公顷（589157.8亩），习惯面积12413.14公顷（186197.07亩），占筠连县耕地面积的59.93%。黄棕壤土面积6693公顷（100395亩），占筠连县辖区面积的5.33%，主要分布在蒿坝镇香台山、大雪山镇大雪山、龙镇乡老君山等海拔1500米以上的山区。

### 气候
筠连县属四川盆地中亚热带湿润季风气候区，气候温暖、降水充沛、四季分明、冬暖春早、夏长秋短、霜雪较少。光热水资源丰富，适宜发展农、林、牧业及多种经济作物。常年日照时数1064.4小时，占可照时数的25%。常年平均气温17.6℃，年际变化小，最高年1998年和2002年18.6℃，最低年1976年16.8℃，相差1.8℃，月际变化大，最热月7月26.5℃，最冷月1月7.3℃，差值19.2℃。全县地处海拔1777.2米的大雪山，常年平均气温9.5℃，海拔368.5米的沐滩河谷，常年平均气温18.4℃。
| 筠连 (1981−2010)     | 筠连 (1981−2010) | 筠连 (1981−2010) | 筠连 (1981−2010) | 筠连 (1981−2010) | 筠连 (1981−2010) | 筠连 (1981−2010) | 筠连 (1981−2010) | 筠连 (1981−2010) | 筠连 (1981−2010) | 筠连 (1981−2010) | 筠连 (1981−2010) | 筠连 (1981−2010) | 筠连 (1981−2010) |
| 月份                 | 1月              | 2月              | 3月              | 4月              | 5月              | 6月              | 7月              | 8月              | 9月              | 10月             | 11月             | 12月             | 全年             |
| -------------------- | ---------------- | ---------------- | ---------------- | ---------------- | ---------------- | ---------------- | ---------------- | ---------------- | ---------------- | ---------------- | ---------------- | ---------------- | ---------------- |
| 平均高温 °C（°F）    | 10.7 (51.3)      | 12.9 (55.2)      | 17.6 (63.7)      | 23.2 (73.8)      | 27.4 (81.3)      | 29.2 (84.6)      | 31.7 (89.1)      | 31.5 (88.7)      | 26.9 (80.4)      | 21.2 (70.2)      | 17.2 (63.0)      | 12.0 (53.6)      | 21.8 (71.2)      |
| 日均气温 °C（°F）    | 7.8 (46.0)       | 9.5 (49.1)       | 13.3 (55.9)      | 18.0 (64.4)      | 22.1 (71.8)      | 24.2 (75.6)      | 26.4 (79.5)      | 26.2 (79.2)      | 22.6 (72.7)      | 17.8 (64.0)      | 13.8 (56.8)      | 9.1 (48.4)       | 17.6 (63.6)      |
| 平均低温 °C（°F）    | 5.8 (42.4)       | 7.2 (45.0)       | 10.4 (50.7)      | 14.5 (58.1)      | 18.3 (64.9)      | 20.9 (69.6)      | 22.8 (73.0)      | 22.7 (72.9)      | 19.9 (67.8)      | 15.7 (60.3)      | 11.6 (52.9)      | 7.2 (45.0)       | 14.7 (58.5)      |
| 平均降水量 mm（）    | 23.1 (0.91)      | 28.3 (1.11)      | 41.6 (1.64)      | 68.2 (2.69)      | 94.1 (3.70)      | 142.2 (5.60)     | 224.1 (8.82)     | 181.9 (7.16)     | 111.1 (4.37)     | 74.1 (2.92)      | 38.1 (1.50)      | 22.1 (0.87)      | 1,048.9 (41.29)  |
| 平均相對濕度（％）   | 83               | 82               | 79               | 77               | 76               | 80               | 81               | 81               | 84               | 86               | 84               | 84               | 81               |
| 来源：中国气象数据网 |                  |                  |                  |                  |                  |                  |                  |                  |                  |                  |                  |                  |                  |

### 野生动物
筠连臭蛙学名：Odorrana junlianensis，是根据筠连标本描述的新种蛙类。

## 政治
截至2021年底，筠连县有共产党员11384名，较上年增加5.3%，县人大代表198名，县政协委员199名

## 经济
2021年筠连县实现地区生产总值158亿元，较上年增加7.3%，其中第一产业增加值为31.67亿元，较上年增加6.9%，第二产业增加值为52.96亿元，较上年增加4.3%，第三产业增加值为73.71亿元，较上年增加9.7%。城乡居民人均可支配收入29043元，较上年增加10%，居民人均消费支出24364元，较上年增加9.6%。
主要指标	重要数据	绝对值	同比增长(%)	备注
国民经济核算	地区生产总值(亿元)	158.35	7.3%	

### 第一产业
第一产业增加值(亿元)	31.67	6.9%	
```
   农林牧渔业增加值(亿元)	32.16	7%	
    粮食产量(万吨)	18.18	1.8%	
    有效灌溉面积(万亩)	6	无增减	
    生猪出栏量(头)	48.82	12.3%	
    省星级现代农业园区(个)	1	100%	
```

### 第二产业
第二产业增加值(亿元)	52.96	4.3%	
```
   工业增加值(亿元)	40.22	5.1%	
   规模以上工业企业数(户)	68	13.3%	
   规模以上工业企业营业收入(元)	5225178000	9.06%	
   规模以上工业企业利润总额(元)	797919000	48%	
   建筑业增加值(亿元)	12.79	2%	
   建筑业企业数(户)	37	8.8%	
   特色产业重点园区(个)	0	无增减	
  “成渝地区双城经济圈”合作示范园区(个)	0	无增减	
```

### 第三产业
第三产业增加值(亿元)	73.71	9.7%	
```
   批发和零售业增加值(亿元)	15.49	14.1%	
       网络零售总额(亿元)	0.17	24.2%	
   住宿和餐饮业增加值(亿元)	1.76	18.3%	
   房地产业增加值(亿元)	-	-	
```

人均地区生产总值(元)	47695	7.3%	
固定资产投资	全社会固定资产投资(亿元)	-	12.4%	
```
   第一产业投资	-	10%	
   第二产业投资	-	-0.6%	
   第三产业投资	-	17.9%	
   房地产开发投资(亿元)	-	18.9%	
```

民营经济	民营经济增加值(亿元)	98.71	8%	
```
    第一产业	7.91	7%	
    第二产业	46.54	4.4%	
    第三产业	44.26	12%	
```

人均民营经济增加值(元)	-	-	
市场主体	市场主体数量(家)	25977	18.39%	
```
    国有、集体及其控股企业	-	-	
    私营企业	4160	29.15%	
    外商投资企业	0	无增减	
    个体工商户	21210	17.02%	
    农民专业合作社	525	2.34%	
```

注册资本(万元)	3090490	22.34%	
```
    国有、集体及其控股企业	-	-	
    私营企业	2353247	25.85%	
    外商投资企业	0	无增减	
    个体工商户	249884	43.06%	
    农民专业合作社	176082	3.43%	
```

居民收入消费	社会消费品零售总额(亿元)	62.9	18.4%	
```
    城镇消费品零售总额	43.72	18.2%	
    农村消费品零售总额	19.18	18.7%	
```

居民收入消费	城乡居民人均可支配收入(元)	29043	10%	
```
    城镇居民人均可支配收入	43079	9.1%	
    农村居民人均可支配收入	20631	10.9%	
```

居民人均消费支出(元)	19105	10.6%	
```
    城镇居民人均消费支出	24364	9.6%	
    农村居民人均消费支出	15953	11.5%	
```

对外经济	进口额(亿元)	0	无增减	
```
   货物进口(亿美元)	0	无增减	
   服务进口(亿元)	0	无增减	
```

出口额(亿元)	0.0073	-73.69%	
```
   货物出口(亿美元)	0.0011	-73.69%	
   服务出口(亿元)	0	无增减	
```

## 文化建设
截至2021年底，筠连县有公共图书馆2个，文化馆1个，广播电视台1个。有省级重点文物保护单位4个，广播和电视覆盖率均达100%。

## 旅游

### 筠连县新八景

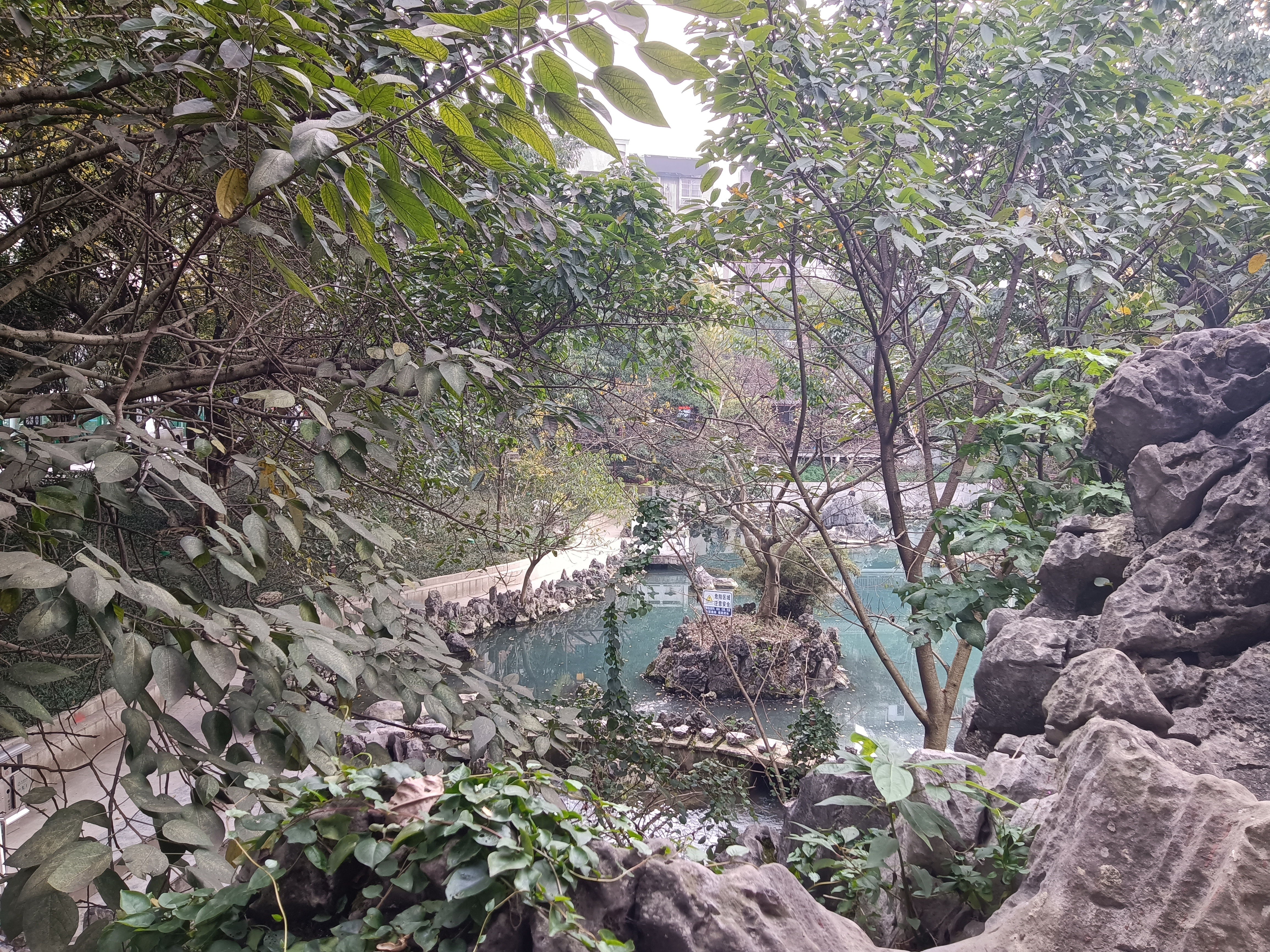
筠连县筠连镇玉壶公园

- 玉壶公园

- 温泉泉群
- 大雪山原始生态景区
- 古楼峰丛景区
- 芭茅坡森林公园
- 间歇潮涌泉
- 双腾岩溶洞群景区
- 仙人洞钙华梯田

## 特产
- 筠连粉条：中国地理标志产品。也称筠连水粉。以筠连红薯粉为主要原料加工制作而成的淀粉制品。
- 筠连黄牛：中国地理标志产品。以肉质富硒、鲜美茶香、细嫩化渣、紧凑结实而著名。
- 筠连椒麻鸡
- 筠连苦丁茶、筠连红茶：中国地理标志产品。
- 浑水耙
- 糟黄瓜
- 黑凉粉
- 筠连挂面

## 图集

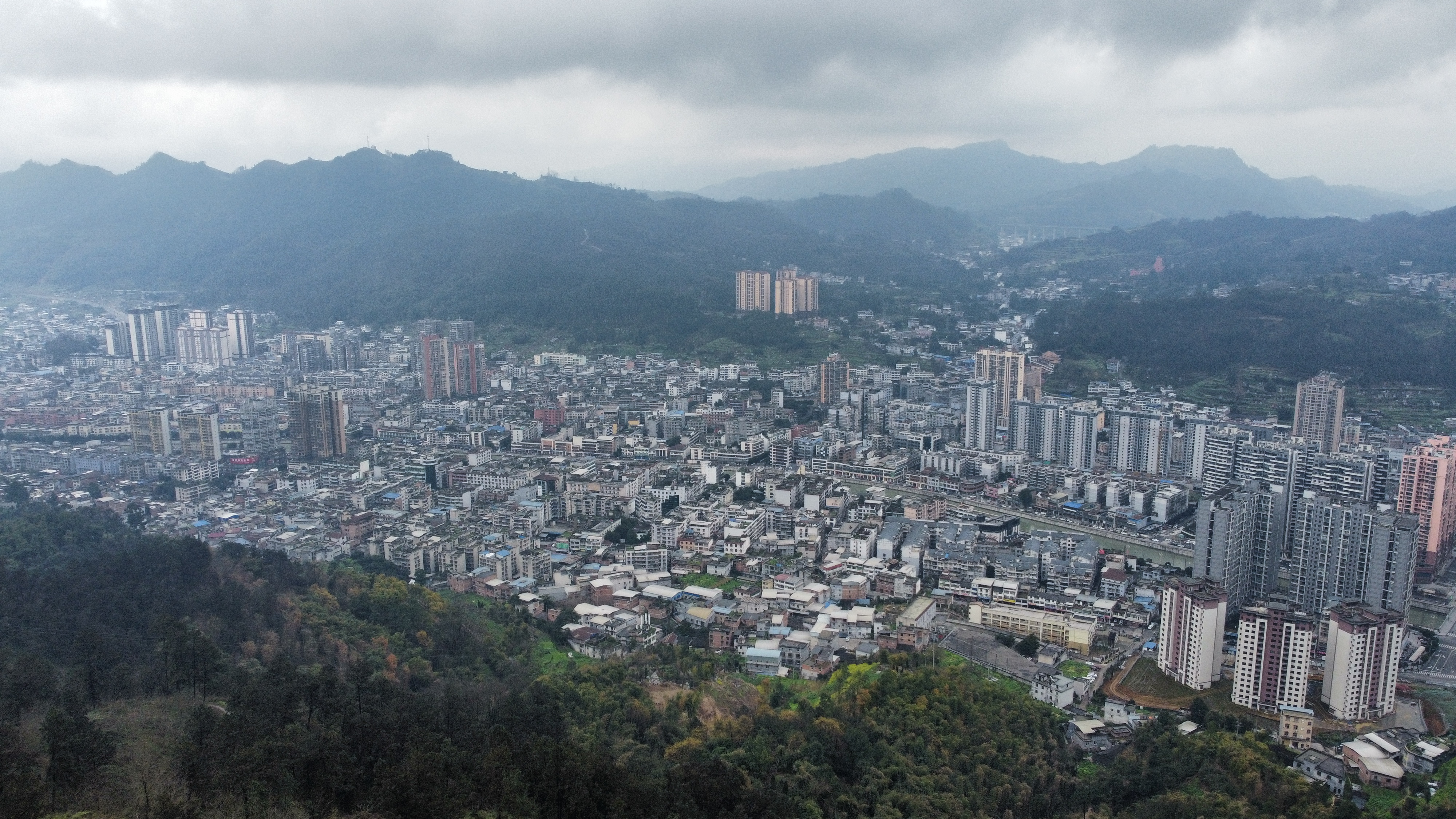
从学士山顶俯瞰筠连县城

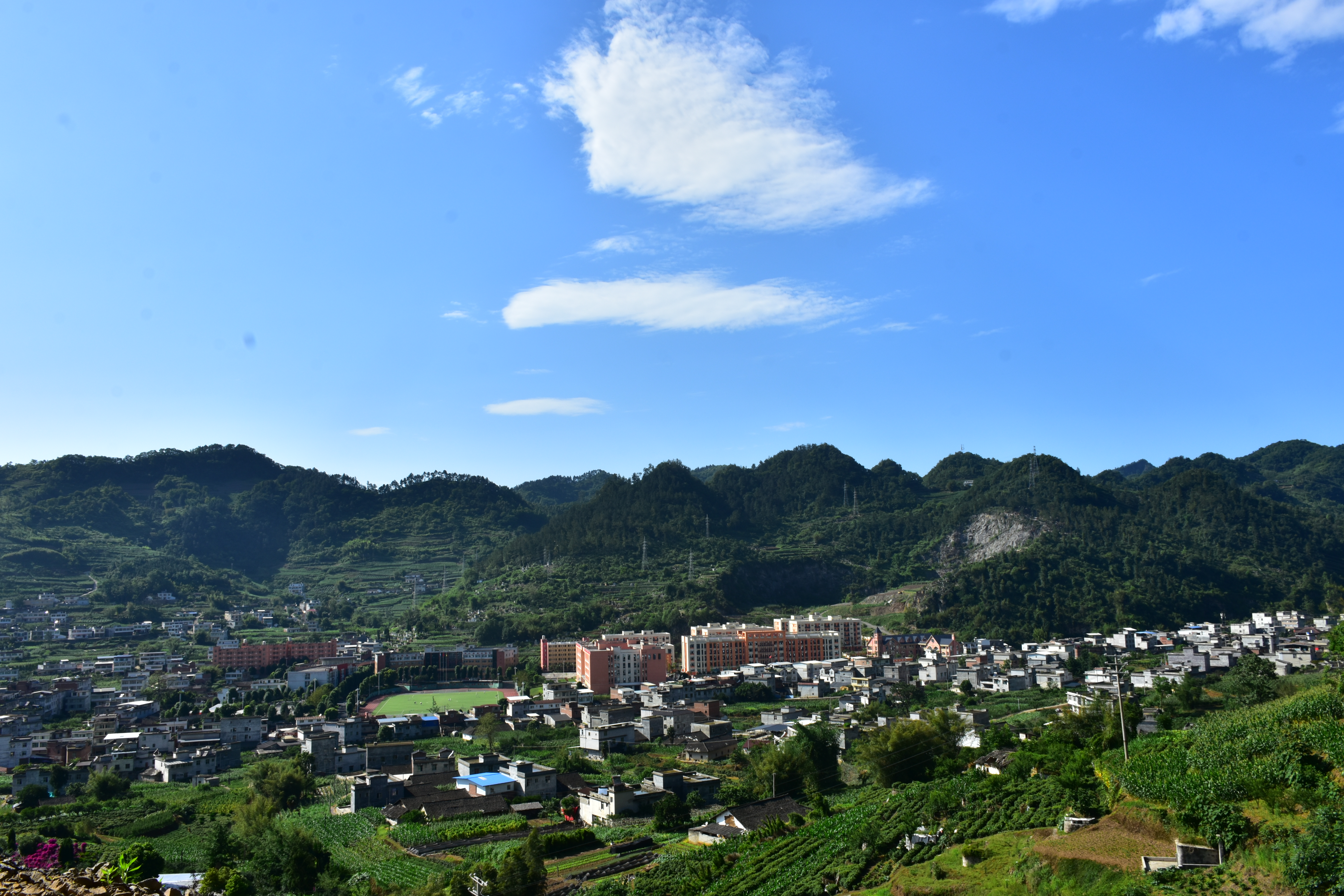
筠连镇莲花乡

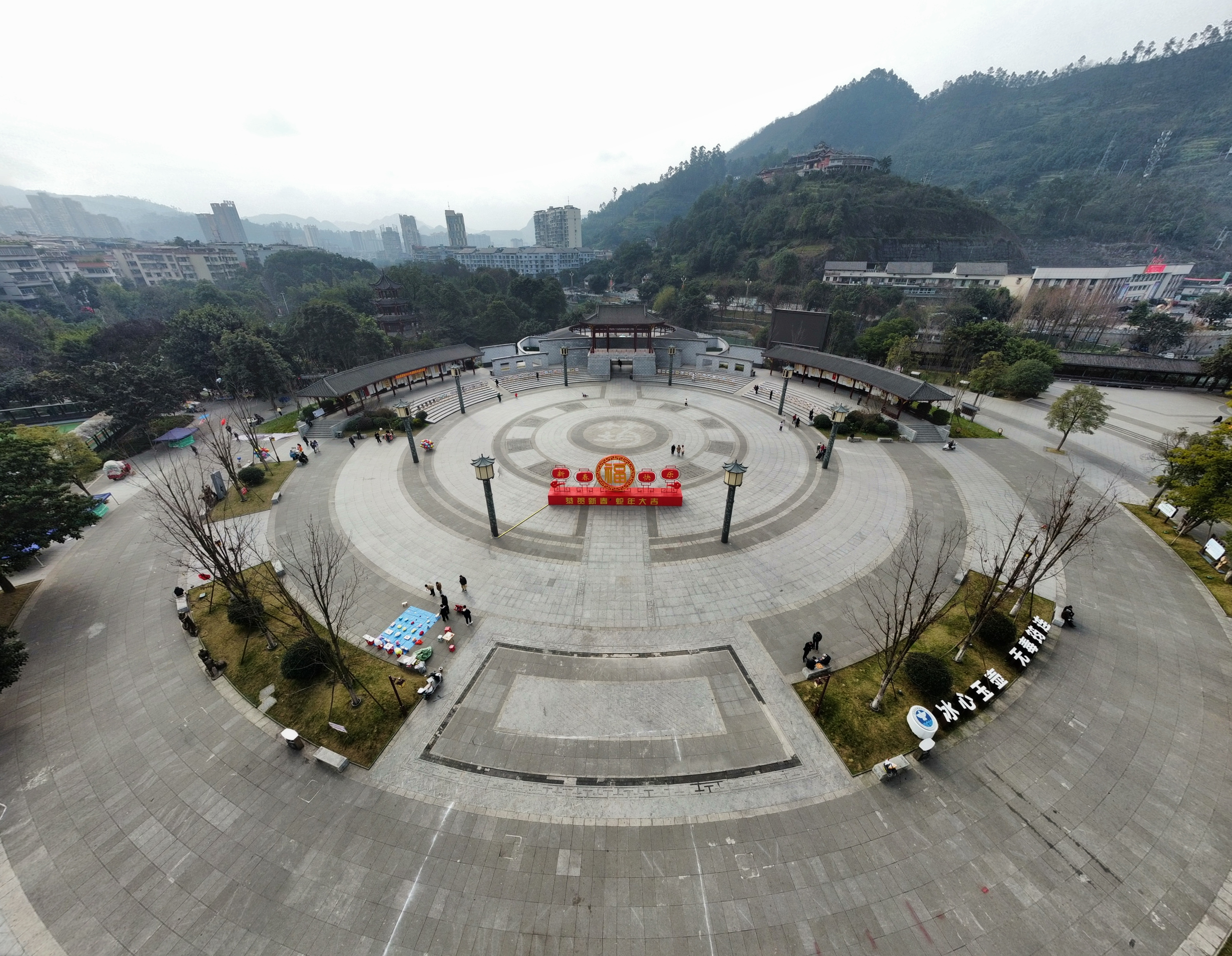
玉壶公园

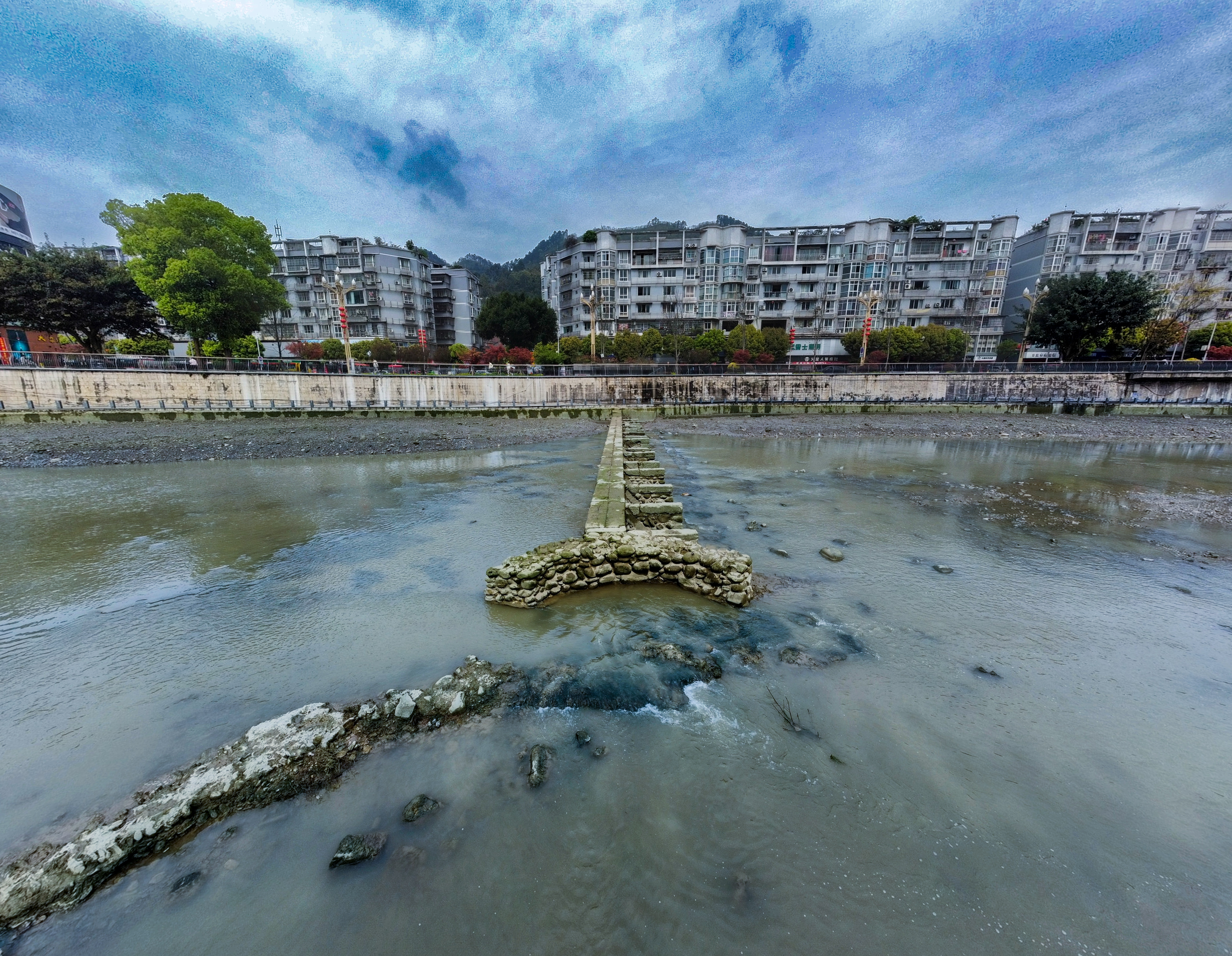
宋江河缺水时期露出水面的万寿桥

## 文化
筠连县历史悠久、文物众多。

### 省级非物质文化遗产项目
1. 传统美术《苗族刺绣》
2. 传统音乐《苗族大唢呐》
3. 传统音乐《筠连山歌》

### 市级非物质文化遗产项目
1. 传统音乐《宜宾民歌槐花几时开》
2. 传统体育、游艺与杂技《高台竹竿狮子》
3. 民俗《筠连苗族花山节》
4. 传统音乐《南广河船工号子》
5. 传统技艺《筠连红茶制作技艺》

### 县级非物质文化遗产项目
1. 民间文学《筠连民间故事》
2. 传统音乐《苗族情歌》
3. 传统舞蹈《苗族芦笙舞》
4. 传统美术《武德乡农民书画》
5. 传统美术《筠连根雕》
6. 传统手工技艺《苦丁茶制作技艺》
7. 传统手工技艺《筠连水粉制作技艺》
8. 传统手工技艺《糟黄瓜制作技艺》
9. 民俗《端阳场（娃娃场）》
10. 传统技艺《筠连土锅浇铸工艺》
11. 传统技艺《筠连应氏正骨技艺》
12. 传统技艺《筠连月饼制作工艺》
13. 传统技艺《筠连蛋圆子制作工艺》
14. 传统技艺《苗家九大碗制作工艺》
15. 传统技艺《筠连苗家黄牛干巴制作工艺》
16. 民俗《筠连苗家牛灯》。[10]